# Richard Pillard
Richard Colestock Pillard (* 11. Oktober 1933 in Springfield, Ohio) ist Professor für Psychiatrie an der Boston University. Er war der erste offen schwule Psychiater in den Vereinigten Staaten.

## Leben und Familie
Pillard wurde in Springfield, Ohio geboren. Er besuchte kurzzeitig das Swarthmore College, bevor er zum Antioch College in Yellow Springs wechselte, wo sein Vater Basil H. Pillard Professor für Englisch war. Von dort erhielt Pillard auch seinen Bachelorabschluss (B.A.). Seinen Abschluss als Doktor der Medizin erwarb er von der University of Rochester mit einem Praktikum im Boston City Hospital.
Pillard heiratete während seiner Zeit an der medizinischen Fakultät im Jahre 1958 Cornelia Livingston Cromwell. Sie ließen sich scheiden als er Mitte dreißig war. Inzwischen identifiziert sich Pillard als schwul. Er hat drei Töchter; seine Tochter Cornelia Pillard ist Bundesrichterin des United States Court of Appeals für den District of Columbia.

## Arbeit
In seiner wissenschaftlichen Arbeit widmete er sich vor allem der Frage der Erblichkeit der sexuellen Orientierung. Er ist Mitautor eines Artikels zu einer Studie, die zu dem Schluss kam, dass Homosexualität oft in der Familie liege. Pillard selbst hält dies für seine wichtigste Arbeit. Das Paper gewann den Hugo-Beigel-Preis der Society for the Scientific Study of Sexuality für das beste im Journal of Sex Research veröffentlichte Paper.
Bekanntheit erlangte Pillard außerdem für eine Reihe von Studien, die er zusammen mit dem Psychologen J. Michael Bailey verfasste, die die Konkordanzrate der sexuellen Identität bei eineiigen Zwillingen, zweieiigen Zwillingen des gleichen Geschlechts, Nicht-Zwillingsgeschwistern des gleichen Geschlechts und Adoptivgeschwistern des gleichen Geschlechts untersuchten. In allen Studien fanden sie Übereinstimmungsraten, die mit der Hypothese übereinstimmen, dass Homosexualität eine signifikante genetische Komponente hat. Der Council for Responsible Genetics und andere Forscher kritisierten diese Arbeit jedoch dafür, dass Pillard und Bailey die Probanden für ihre Studien selbst ausgewählt haben. Dieses Problem sollte später durch weitere Studien behoben werden.

## Veröffentlichungen (Auswahl)
- G. G. Globus, R. C. Pillard: Tausk’s Influencing Machine and Kafka’s In the Penal Colony. In: American Imago. Band 23, Nr. 3, Fall 1966, S. 191–207, PMID 5334128
- D. M. McNair, L. F. Droppleman, R. C. Pillard: Differential sensitivity of two palmar sweat measures. In: Psychophysiology. Band 3, Nr. 3, Januar 1967, S. 280–284, PMID 5341532
- R. C. Pillard, S. Fisher: Aspects of anxiety in dental clinic patients. In: Journal of the American Dental Association. Band 80, Nr. 6, Juni 1970, S. 1331–1334, PMID 5266124
- R. E. Meyer, R. C. Pillard, L. M. Shapiro, S. M. Mirin: Administration of marijuana to heavy and casual marijuana users. In: American Journal of Psychiatry. Band 128, Nr. 2, August 1971, S. 198–204, PMID 4939591
- R. C. Pillard, D. M. McNair, S. Fisher: Does marijuana enhance experimentally induced anxiety? In: Psychopharmacology. Band 40, Nr. 3, 1974, S. 205–210, PMID 4445449
- H. L. Lane, R. C. Pillard: Wild Boy of Burundi. A study of an outcast child. Random House, 1978, ISBN 978-0-394-41252-8
- R. C. Pillard, J. Poumadere, R. A. Carretta: Is homosexuality familial? A review, some data, and a suggestion. In: Archives of Sexual Behavior. Band 10, Nr. 5, Oktober 1981, S. 465–475, PMID 7032464
- R. C. Pillard, J. D. Weinrich: Evidence of familial nature of male homosexuality. In: Archives of General Psychiatry. Band 43, Nr. 8, August 1986, S. 808–812, PMID 3729676
- G. E. Tuttle, R. C. Pillard: Sexual orientation and cognitive abilities. In: Archives of Sexual Behavior. Band 20, Nr. 3, Juni 1991, S. 307–318, PMID 2059149
- J. M. Bailey, R. C. Pillard, M. C. Neale, Y. Agyei: Heritable factors influence sexual orientation in women. In: Archives of General Psychiatry. Band 50, Nr. 3, März 1993, S. 217–223, PMID 8439243
- P. J. Snyder, J. D. Weinrich, R. C. Pillard: Personality and lipid level differences associated with homosexual and bisexual identity in men. In: Archives of Sexual Behavior. Band 23, Nr. 4, August 1994, S. 433–451, PMID 7993184
- J. M. Bailey, R. C. Pillard, K. Dawood, M. B. Miller, L. A. Farrer, S. Trivedi, R. L. Murphy: A family history study of male sexual orientation using three independent samples. In: Behavior Genetics. Band 29, Nr. 2, März 1999, S. 79–86, doi:10.1023/A:1021652204405, PMID 10405456
- K. Dawood, R. C. Pillard, C. Horvath, W. Revelle, J. M. Bailey: Familial aspects of male homosexuality. In: Archives of Sexual Behavior. Band 29, Nr. 2, April 2000, S. 155–163, PMID 10842723
- H. L. Lane, R. C. Pillard, U. Hedberg: The People of the Eye. Deaf Ethnicity and Ancestry. Oxford University Press US, 2011, ISBN 978-0-19-975929-3